# Блекур (Горња Марна)
Блекур (фр. Blécourt) насеље је и општина у североисточној Француској у региону Шампањ-Арден, у департману Горња Марна која припада префектури Сен Дизје.
По подацима из 2011. године у општини је живело 111 становника, а густина насељености је износила 15,31 становника/km². Општина се простире на површини од 7,25 km². Налази се на средњој надморској висини од 315 метара.

## Демографија
| 1962. | 1968. | 1975. | 1982. | 1990. | 1999. | 2011. |
| ----- | ----- | ----- | ----- | ----- | ----- | ----- |
| 135   | 136   | 136   | 130   | 105   | 118   | 111   |

График промене броја становника у току последњих година